# Lauben (Landkreis Unterallgäu)

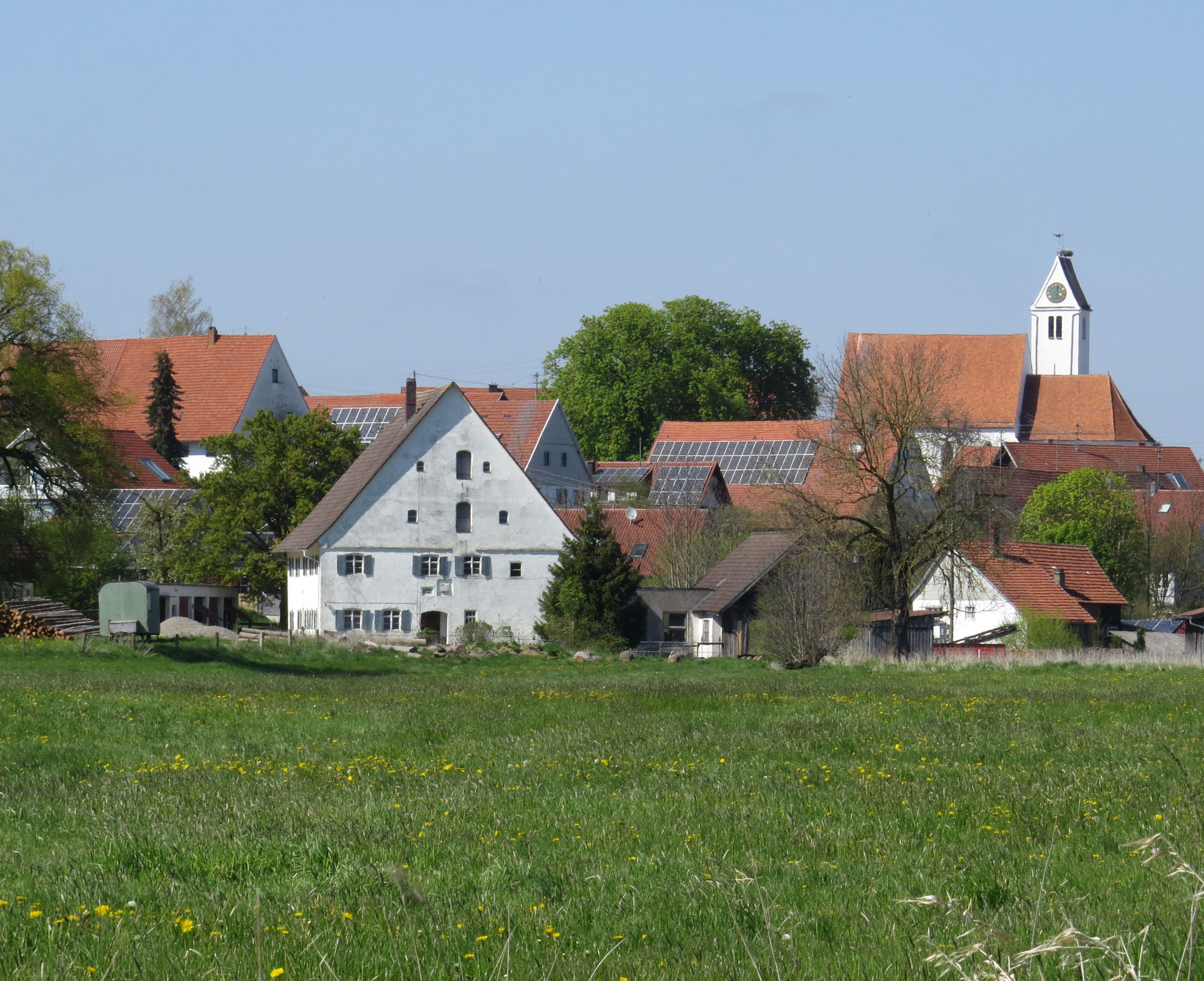
Lauben (Unterallgäu) von Süden

Lauben ist eine Gemeinde im schwäbischen Landkreis Unterallgäu.

## Geografie

### Lage
Der Ort Lauben liegt etwa zehn Kilometer nordöstlich von Memmingen in der Region Donau-Iller in Mittelschwaben.

### Klima

Niederschlagsdiagramm

Der Jahresniederschlag liegt bei 948 mm und ist damit vergleichsweise hoch, da er in das obere Viertel der in Deutschland erfassten Werte fällt. An 81 % der Messstationen des Deutschen Wetterdienstes werden niedrigere Werte registriert. Der trockenste Monat ist der Januar, die meisten Niederschläge fallen im Juni. Im Juni fallen 2,7 mal mehr Niederschläge als im Januar. Die jahreszeitlichen Schwankungen sind groß. An nur fünf Prozent der Messstationen werden höhere jahreszeitliche Schwankungen registriert.

### Gemeindegliederung
Das Gemeindegebiet besteht aus den Gemarkungen Lauben und Frickenhausen.
Die Gemeinde hat 6 Gemeindeteile (in Klammern ist der Siedlungstyp angegeben):
- Betzenhausen (Einöde)
- Frickenhausen (Pfarrdorf)
- Lauben (Pfarrdorf)
- Lauberhart (Weiler)
- Ölmühle (Weiler)
- Ziegelstadel (Weiler)

## Geschichte

### Geschichte Lauben
Laut der Gründungsurkunde des Klosters Ochsenhausen wurde Lauben am 31. Dezember 1099 unter Bezeichnung Loba erstmals urkundlich erwähnt. Die Straßenführung des Ortskernes lässt jedoch vermuten, dass sich bereits viel früher eine Ansiedlung in Lauben befand.
 Das Laub’ner Rittergeschlecht, einst zu den mächtigsten in unserem Raum gehörend, starb 1383 aus. Nach mehreren Ortsherrenwechsel, wurde das Dorf 1383 an den Memminger Bürger Nikolaus Tagbrecht verkauft. Damit gehörte Lauben zum Hoheitsgebiet der Reichsstadt Memmingen. 1399 stiftete Nikolaus Tagbrecht den gesamten Ort mit allen Gütern und Leibeigenen der Dreikönigskapellenstiftung in Memmingen.
 Im Zuge der Reformation wurde Lauben deshalb evangelisch, umgeben von katholischen Nachbargemeinden. Das typisch ländliche Dorf hatte eigene Handwerksbetriebe, die aber gleichzeitig ihre Landwirtschaft mit betrieben.
 Seit dem Reichsdeputationshauptschluss von 1803 gehört der Ort zu Bayern.

### Geschichte Frickenhausen
Frickenhausen ist im 8. Jahrhundert entstanden und wurde 1167 erstmals urkundlich erwähnt. Nach häufigem Besitzerwechsel kam 1460 das Dorf in die Hände des Memminger Patriziers Erhard Vöhlin. 1480 baute die Familie Vöhlin ihr Landschloss in Frickenhausen, das ab 1789 als Pfarrhaus genutzt wurde. Im Jahr 1520 kaufte die Reichsstadt Memmingen den ganzen Ort. Den gesamten Besitzstand übergab die Stadt 1547 dem Unterhospital in Memmingen.
Im Zuge der Gebietsreform in Bayern wurde am 1. Mai 1978 Frickenhausen nach Lauben eingemeindet.

### Einwohnerentwicklung
| Einwohner | 1065 | 1112 | 1168 | 1214 | 1271 | 1282 | 1347 | 1310 | 1376 | 1370 |

Zwischen 1988 und 2018 wuchs die Gemeinde von 1176 auf 1369 um 193 Einwohner bzw. um 16,4 %.

## Politik und Öffentliche Verwaltung

### Bürgermeister
Erster Bürgermeister ist seit dem 1. Mai 2014 Reiner Rößle (Bürgergemeinschaft Lauben); er wurde am 15. März 2020 mit 96,8 % der Stimmen wieder gewählt. Sein Vorgänger war vom 1. Mai 2002 bis zum 30. April 2014 Thomas Klein von der Bürgergemeinschaft. Er wurde im Jahr 2002 Nachfolger von Georg Motz (Bürgergemeinschaft/Freie Wähler), der das Amt 15 Jahre bekleidete.

### Gemeinderat
Die Sitzzuteilung bei der Kommunalwahl am 15. März 2020 war wie folgt:
- Bürgergemeinschaft Lauben: 6 Sitze
- Unabhängige Wählergemeinschaft Frickenhausen/Freie Wähler Frickenhausen: 6 Sitze

Auch in der Amtszeit 2014 bis 2020 besetzten beide Wählergruppen jeweils sechs Sitze.

### Verwaltung
Die Gemeinde ist Mitglied der Verwaltungsgemeinschaft Erkheim.

## Baudenkmäler

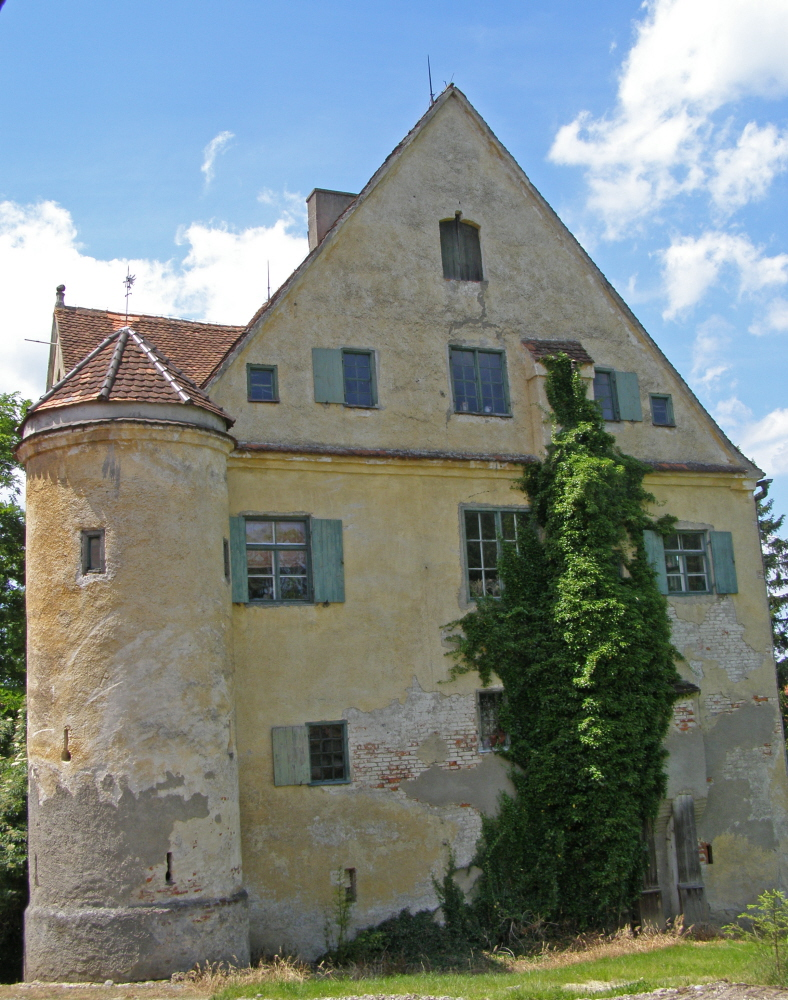
Ehemaliger Landsitz der Familie Vöhlin

### Wappen
| Wappen Gde. Lauben (Landkreis Unterallgäu) | Blasonierung: „In Silber über schwarzem Schildfuß, darin ein silberner Sechsberg, ein gesenkter schwarzer Balken, der mit drei silbernen Großbuchstaben „P“ belegt ist, darüber ein sechsstrahliger roter Stern.“ |
| Wappen Gde. Lauben (Landkreis Unterallgäu) | Wappenbegründung: Die Gemeinde besteht im Wesentlichen aus den beiden Pfarrdörfern Lauben und Frickenhausen. Lauben wurde 1383 von Nikolaus Tagbrecht, einem reichen Memminger Bürger, verkauft und der von ihm gestifteten Dreikönigskapelle (mit Armenpflege) in Memmingen geschenkt. Frickenhausen wurde 1520 von der Reichsstadt Memmingen erworben, die es 1547 an das Unterhospital weiterverkaufte. Das Wappen von Lauben verbindet die Wappen der Tagbrecht (Sechsberg und Stern) mit dem Wappen der Vöhlin (Balken mit den drei Großbuchstaben „P“). Der Entwurf und die Gestaltung des Wappens realisierten der Laubener Hannes Steinlehner und der Münchner Reinhard Heydenreuter. Das Wappen wurde am 30. April 1985 durch Bescheid der Regierung von Schwaben genehmigt. |

## Wirtschaft und Infrastruktur

### Wirtschaft einschließlich Land- und Forstwirtschaft
Im Jahr 2021 gab es nach der amtlichen Statistik im Ort 158 sozialversicherungspflichtige Stellen. Sozialversicherungspflichtig Beschäftigte am Wohnort Lauben gab es insgesamt 616. Das Pendlersaldo betrug 458 Personen (mehr Auspendler). Die Zahl der landwirtschaftlichen Betriebe hat sich von 1999 bis 2020 von 52 auf 32 verringert.

### Bildung
Im Jahr 2022 gab es folgende Einrichtung:
- 1 Kindertageseinrichtung: 71 Plätze mit 56 Kindern